# أم نوشة (غرب كارون)
أم نوشة (بالفارسية: ام‌نوشه) هي منطقة سكنية تقع في إيران في قسم غرب كارون الريفي. يقدر عدد سكانها بـ 138 نسمة بحسب إحصاء 2016.